# Estádio Adauto Morais
Estádio Adauto Morais – stadion piłkarski, w Juazeiro, Bahia, Brazylia, na którym swoje mecze rozgrywa klub Juazeiro Social Club.